# 路南凤仙花
路南凤仙花（学名：Impatiens loulanensis）是凤仙花科凤仙花属的植物，为中国的特有植物。分布在中国大陆的云南、贵州等地，生长于海拔700米至2,500米的地区，一般生长在山谷湿地、林下草丛及水沟边，目前尚未由人工引种栽培。